# Маріо ван дер Енде
Маріо ван дер Енде (нід. Mario van der Ende, 28 березня 1956, Гаага) — колишній нідерландський футбольний арбітр, арбітр ФІФА з 1990 по 2001 рік.

## Кар'єра
З 1977 року працював футбольним арбітром на аматорському рівні, а з 1987 року став судити матчі Ередивізі, вищого дивізіону країни. В 1990 отримав статус Арбітра ФІФА.
Брав участь у двох розіграшах чемпіонату світу: у США в 1994 році, де відсудив дві гри групового етапу (Італія—Ірландія та Румунія—США) а також матч 1/8 фіналу Іспанія—Швейцарія. Через чотири роки працював і на наступному турнірі у Франції в 1998 році, де відпрацював дві гри групового етапу: Аргентина—Японія та Іспанія—Болгарія. Між «мундіалями» Маріо встиг попрацювати й на Чемпіонаті Європи 1996 року в Англії, у той час, як у попередньому розіграші 1992 року він виконував функції четвертого арбітра у команді співвітчизника Джона Бланкенштейна.
Також ван дер Енде встиг за кар'єру попрацювати на двох фіналах Суперкубка Європи: в 1992 році («Црвена Звезда»—«Манчестер Юнайтед»), та в 1995 («Мілан»—«Арсенал»). Крім цього у 1992 судив перший фінальний матч на Чмолодіжному чемпіонаті Європи між збірними Швеції та Італії, а за рік до того був арбітром на чемпіонаті світу серед юнаків до 17 років в Італії. На додачу Маріо працював у півфіналі Ліги чемпіонів (1998), півфіналі Кубка Кубків (у 1994 році) та трьох півфіналах Кубка УЄФА (в 1995, 1996 і 1997).
У 1997 році був визнаний третім в рейтингу найкращих арбітрів року за версією IFFHS.
1999 року ван дер Енде був поставлений діагноз рак, який перервав його кар'єру, через що нідерландець змушений був пропустити Євро-2000. Попри те, що хвороба була подолана приблизно через рік, 26 жовтня 2000 року, досягнувши граничного віку УЄФА в грі ОФІ (Іракліон) проти «Славія» (2:2) він провів свою останню гру на міжнародному рівні й після 135 матчів змушений був закінчити свою міжнародну кар'єру. 4 листопада 2001 року ван дер Енде відсудив свою останню гру на внутрішній арені в матчі «Рода»-«Гронінген» (3:1) перед 13 500 глядачами.
По завершенні суддівської кар'єри тривалий час був спостерігачем арбітрів УЄФА, а в серпні 2008 року був призначений шеф-інструктором арбітражу в Австралії.